# Obaleč prýtový
Obaleč prýtový (Rhyacionia buoliana) je drobný motýl, jehož housenky poškozují jehlice a pupeny borovice žírem. V Česku proniká z lesních kultur do městských parků a zahrad.

## Zeměpisné rozšíření
Areál rozšíření obaleče prýtového zahrnuje Evropu, Severní a Jižní Ameriku, a Japonsko.  V Evropě i v Česku je to běžný druh.

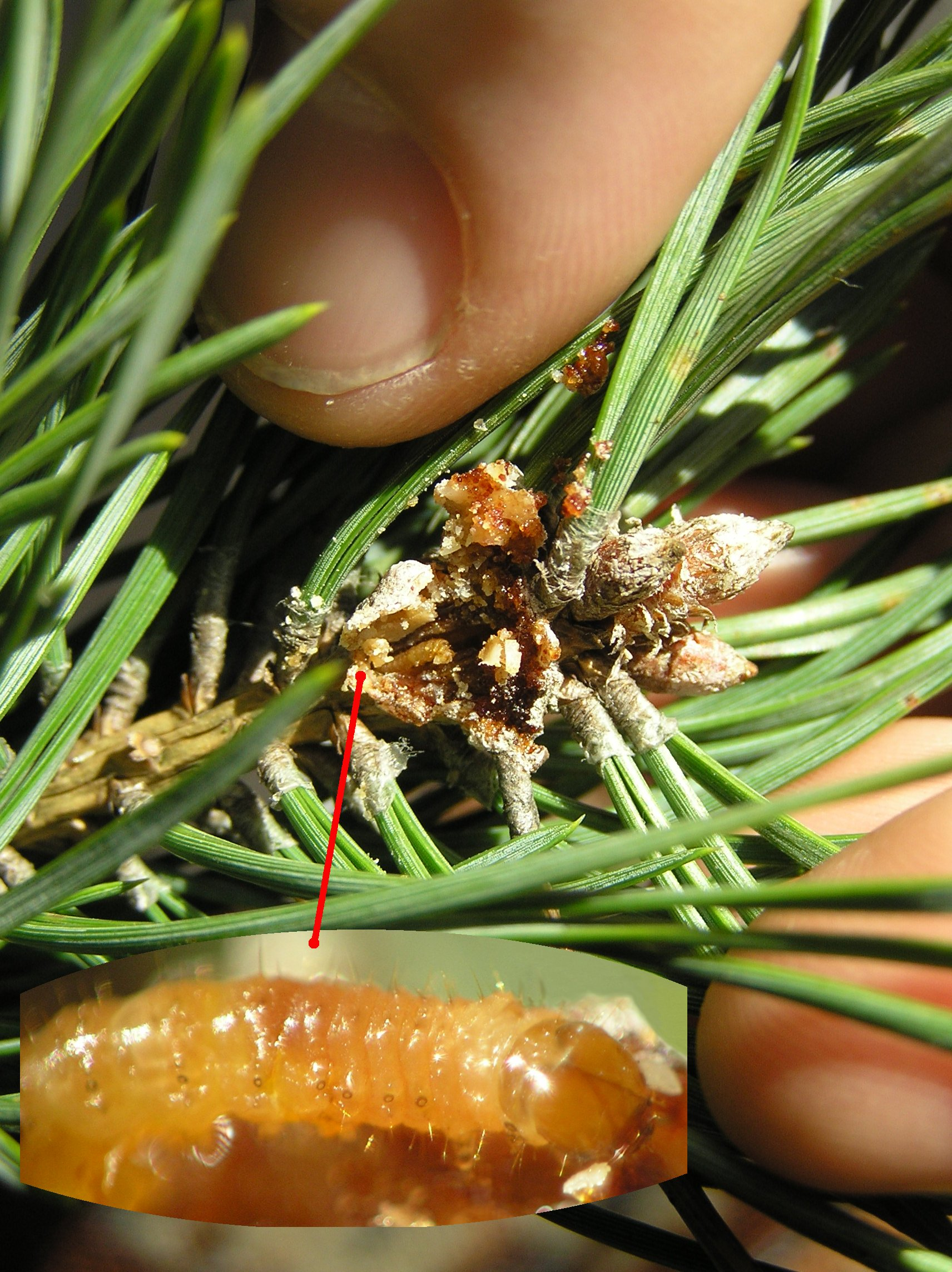
Housenka.

## Popis
Dospělci mají křídla rezavě hnědá (jsou někdy popisována jako červená) s šedivým síťováním. Rozpětí křídel dospělce je asi 20 mm (uváděno 13mm ). Podle jiných zdrojů se rozpětí křídel dospělých motýlů se pohybuje od 18 do 23 mm.
Housenky jsou zpočátku žlutavě hnědé, avšak později získávají tmavší zbarvení s černou hlavou a štítem. Dorůstají velikosti kolem 20 mm. Vajíčka jsou drobná, oválná, zprvu světle žlutá, později hnědavá. Vajíčka kulatá, 1- 1,3mm.

## Biologie
Přezimují housenky ve stáří 3. nebo 4. instaru. Proti zalití pryskyřicí se chrání tvorbou jemného přediva. Koncem března a začátkem dubna příštího roku opouštějí boční pupeny a přemísťují se do pupenů terminálních, kde dokončují svůj vývoj. Od konce května do první poloviny června se kuklí. Motýli se objevují zpravidla v červnu a červenci. Oplodněné samičky kladou vajíčka jednotlivě na šupiny pupenů a báze jehlic borovice, které pak housenky vyžírají. Pro kladení vajíček přednostně vyhledávají stromky ve stáří kolem 8-12 let. Housenky poškozují báze jehlic a po druhém svlékání se zavrtávají do bočních pupenů.
Vyskytuje se v lesích, parcích i zahradách. Housenky vyžírají hlavní pupen a dochází tak k zahušťování a hnízdovitým tvarům borovice. Podobné poškození však mohou způsobit i jiné druhy motýlů.

## Význam
U napadených borovic dochází ke zmnožení výhonů, tvarovým deformacím koruny a poškozování větvení. Výhony rašící z poškozených pupenů se opožďují v růstu, zavadají a deformují se. Housenkami zcela vyžrané pupeny neraší vůbec.  Chemická ochrana je vzhledem k způsobu života problematická.